# 174 км (платформа)
Платформа 174 км — пасажирський залізничний зупинний пункт Запорізької дирекції Придніпровської залізниці на електрифікованій лінії Апостолове — Запоріжжя II між зупинним пунктом 172 км (2 км) та станцією Імені Анатолія Алімова (1 км). Розташований у Вознесенівському районі міста Запоріжжя, біля площі Олександра Поляка та шляхопроводу через Соборний проспект.

## Пасажирське сполучення
На платформі 174 км зупиняються приміські електропоїзди сполученям Марганець — Запоріжжя II / Запоріжжя I.

## Галерея

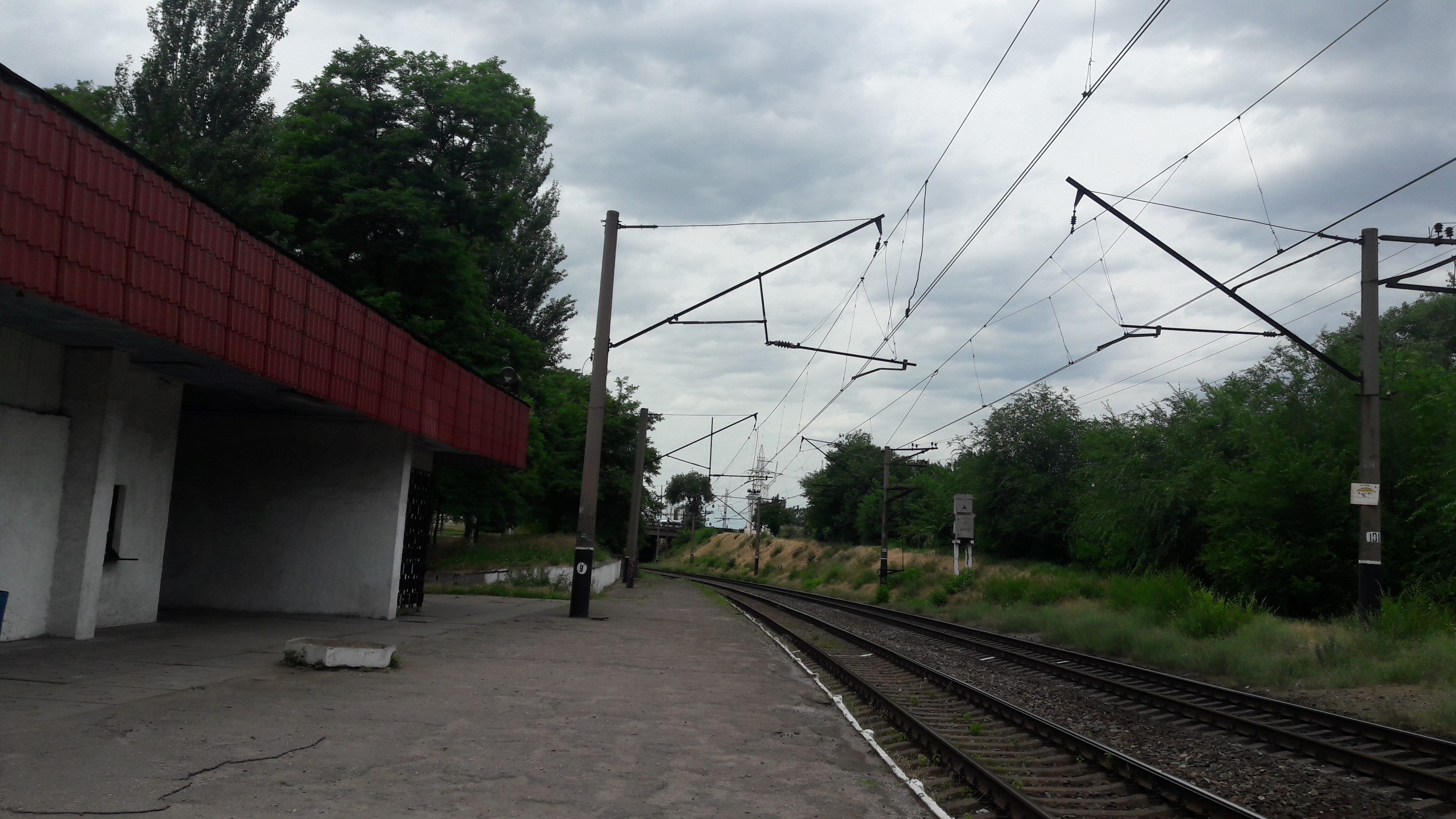
Краєвид у напрямку станції Нікополь
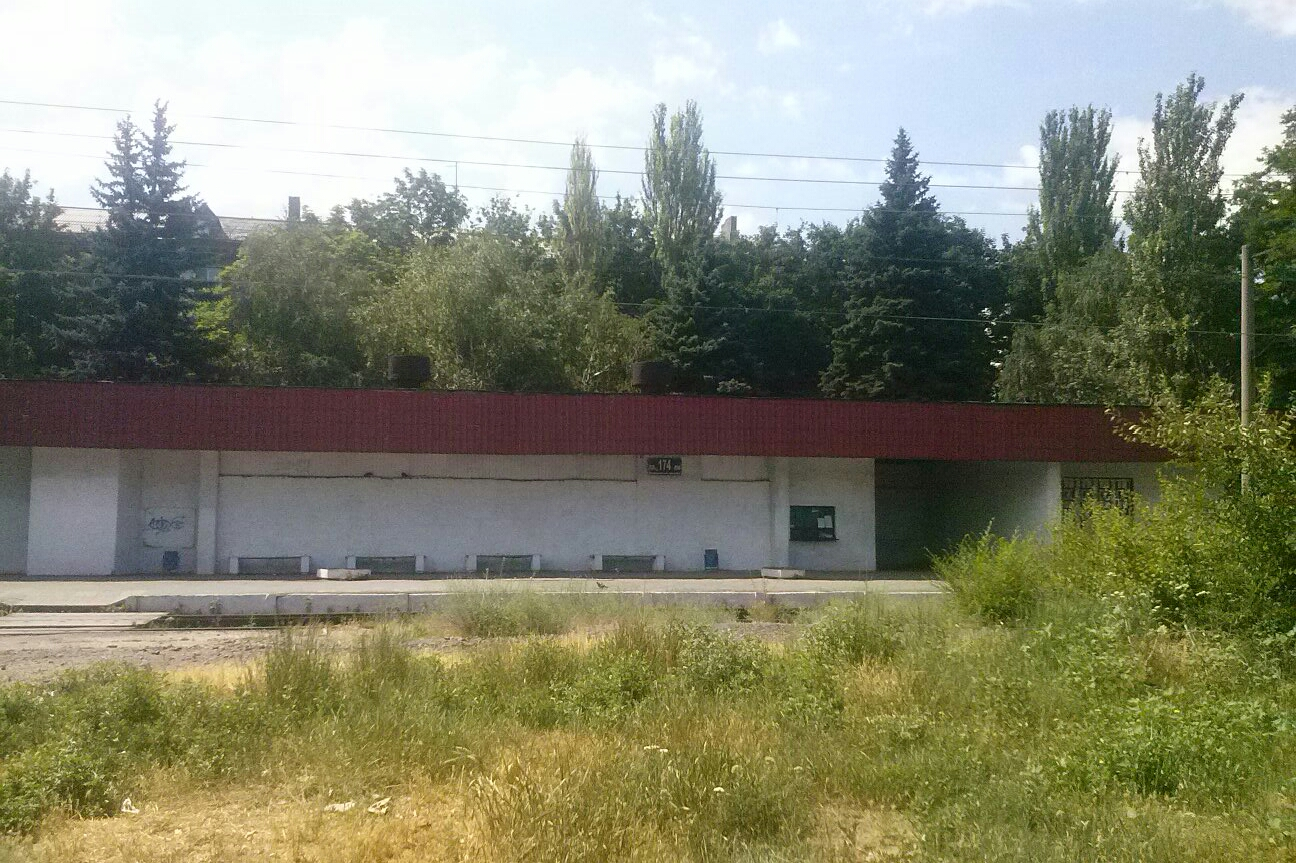
Будівля зупинного пункту
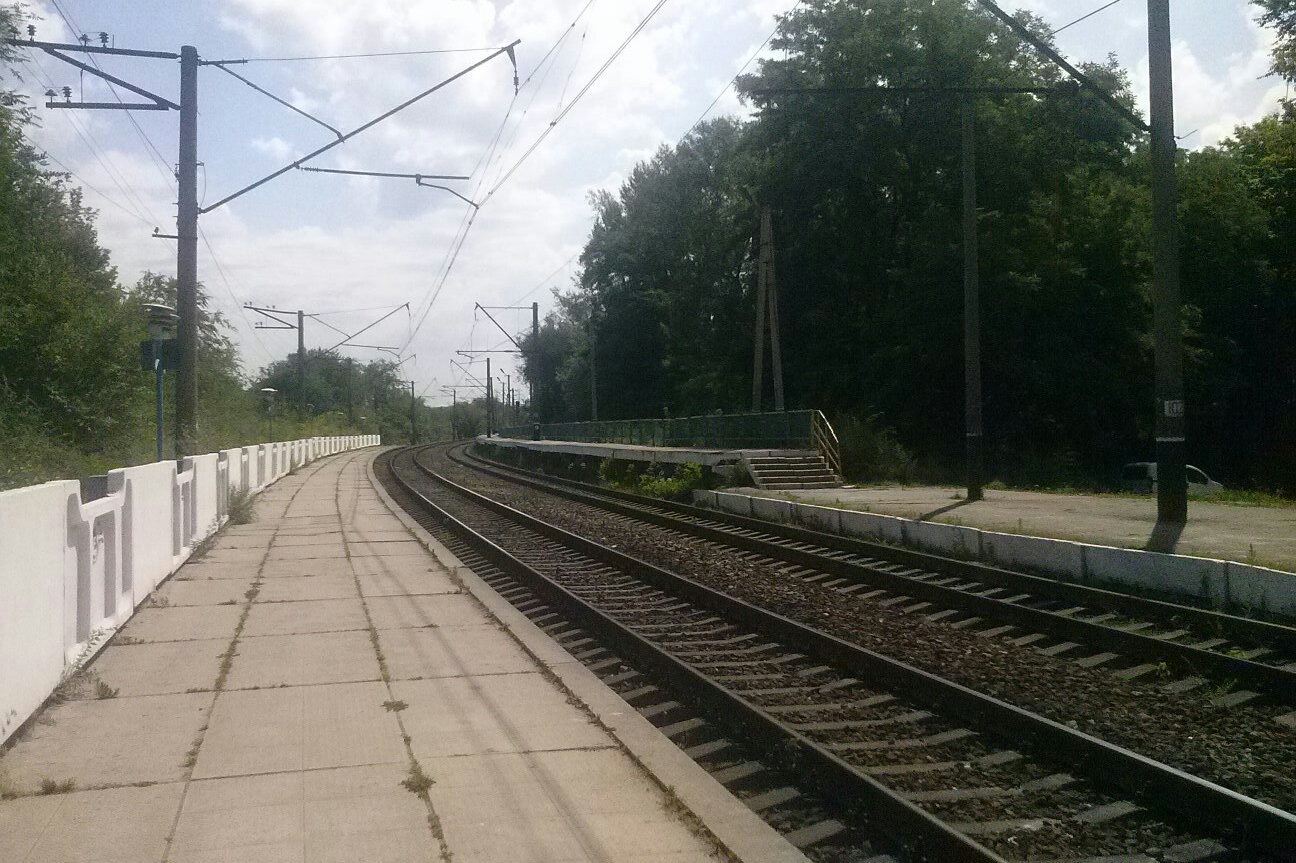
Краєвид у напрямку станції Імені Анатолія Алімова